# Picea abies
La pícea común, pícea de Noruega o pícea europea (Picea abies), es una conífera de la familia de las pináceas. Aunque en ocasiones se le identifica popularmente como abeto rojo o falso abeto, estrictamente hablando no lo es, por no pertenecer al género Abies.

## Distribución
Originaria de la parte central y este de Europa, desde los países nórdicos hasta los Balcanes, suele formar bosques en altitudes superiores a los 800 m s. n. m., conviviendo frecuentemente con el alerce europeo. Es uno de los árboles más comunes en toda la zona de los Alpes, desde el este de Francia, norte de Italia, sur de Suiza, Austria y los Balcanes.
El abeto rojo está presente en España debido a repoblaciones en los Pirineos, Cantabria y norte de Castilla y León. En la Provincia de Palencia hay un bosquete de 3500 m² de superficie en San Andrés de Arroyo (cerca de Alar del Rey).

## Descripción

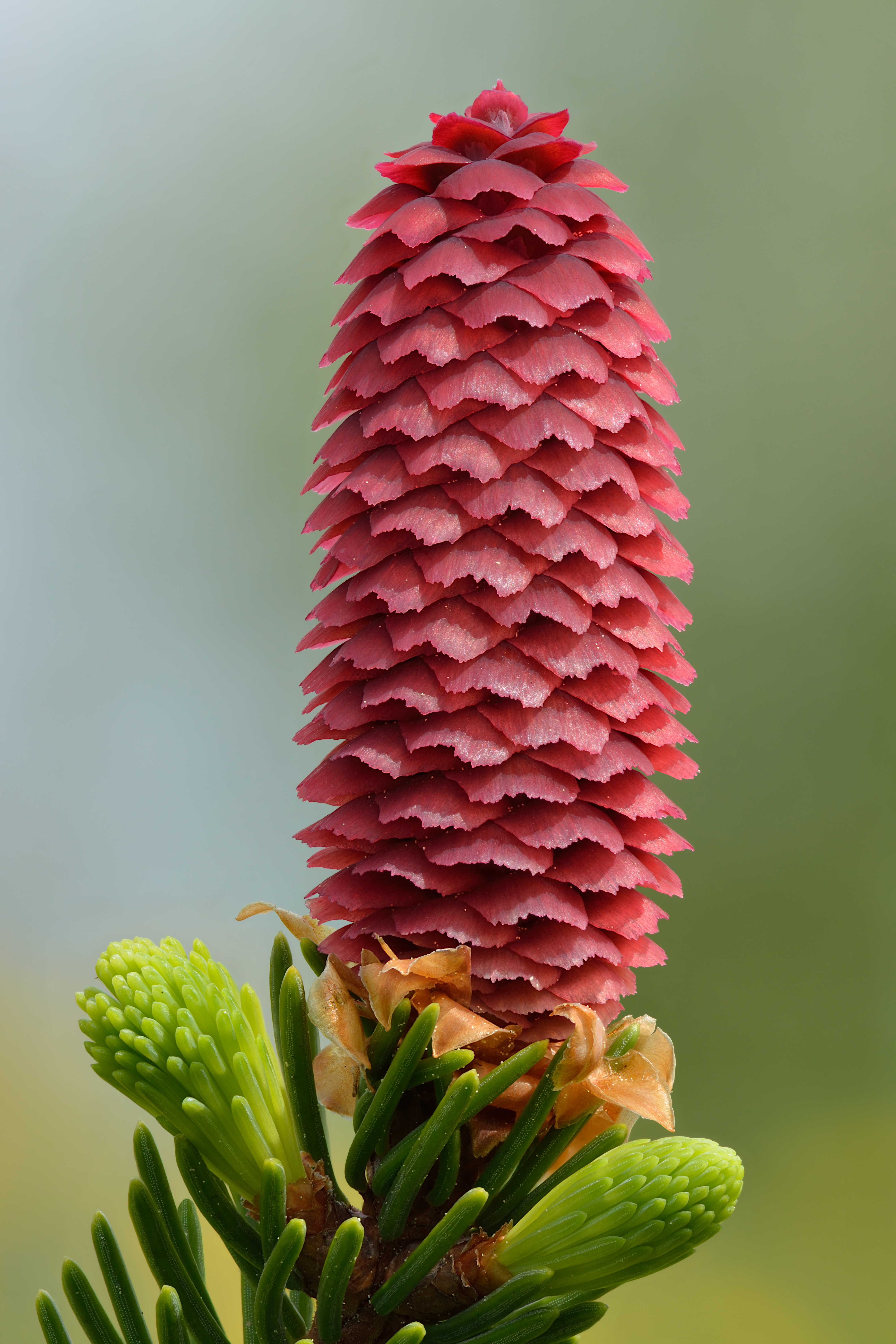
Cono femenino inmaduro.

Los conos femeninos maduros son colgantes.

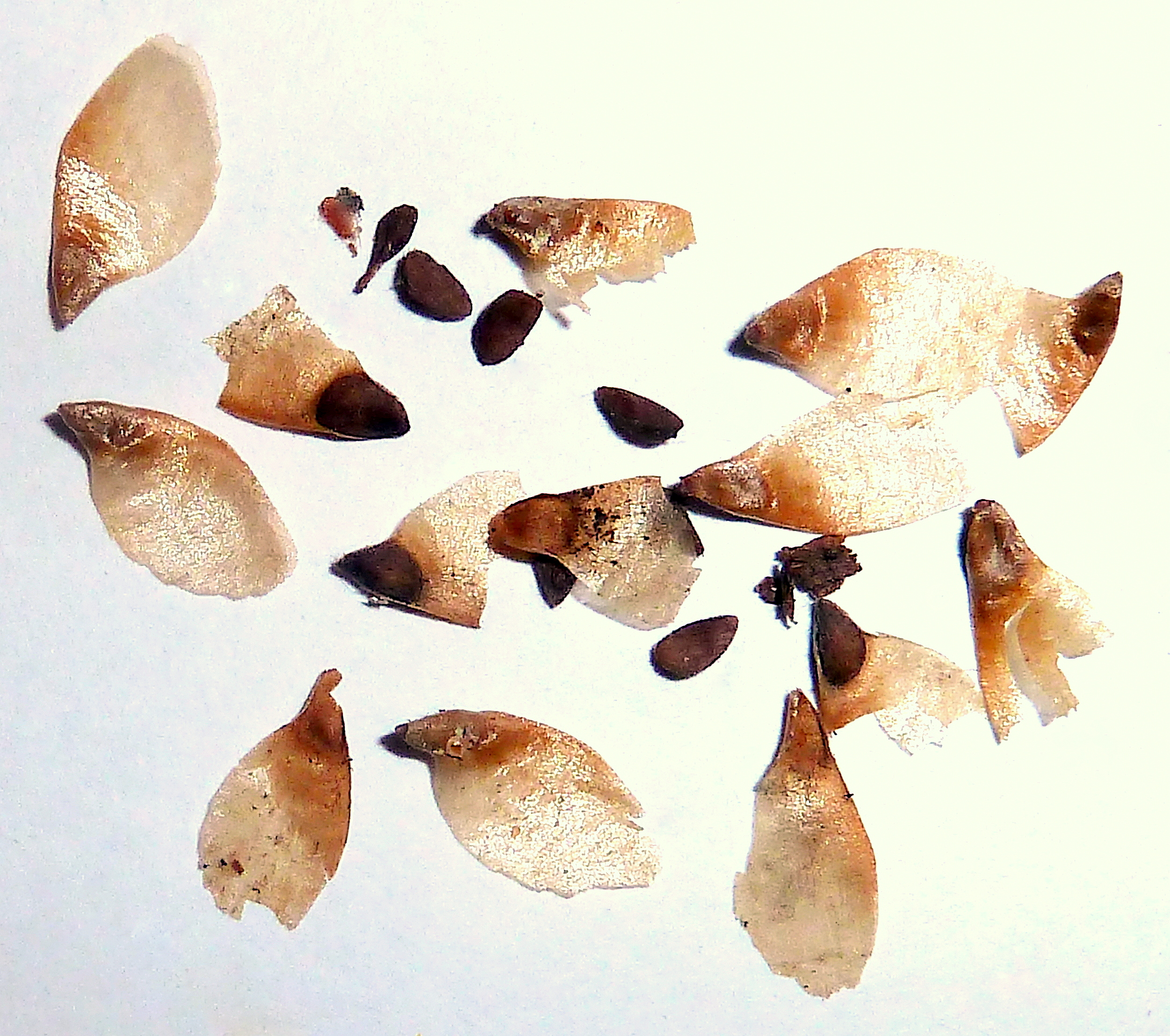
Semillas aladas sueltas.

Se trata de una gran conífera de hoja perenne de color verdioscura que alcanza una altura de entre 30-50 m y un diámetro de tronco de 1 a 1,5 m. La característica de esta pícea es su copa piramidal, muy regular, con las ramas dispuestas de forma ascendente cerca de la copa. Puede alcanzar los 70 m de altura. El abeto rojo más alto mide 63 m, y se encuentra en el bosque virgen de Perućica, en el parque nacional Sutjeska, Bosnia-Herzegovina.
Sus ramas crecen horizontalmente excepto en la zona alta, en que se disponen de forma ascendente. De tronco recto, piñas y corteza pardorrojiza (de ahí su nombre) que se escama ligeramente con la edad. Presenta hojas aciculares de entre 1 a 2,5 cm de longitud, rígidas y puntiagudas, dispuestas en verticilos y de color verde oscuro brillante, presentan una sección transversal cuadrangular. Las ramas nuevas que brotan en primavera son amarillo verdosas.
Los conos (piñas) al igual que en el resto de las especies de píceas, son colgantes, de forma ovoide y de entre 10-18 cm de largo, siendo los más largos de las piceas.Las piñas son verdes o rojizas y al madurar, 5-7 meses después de la polinización, pasan a ser de color marrón parduzco o purpúreo. Presentan escamas triangulares. La semillas son negras de 4-5 mm de largo con un ala marrón claro de 15 mm.

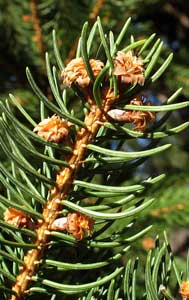
Las hojas son rígidas y puntiagudas, de color verde oscuro brillante.

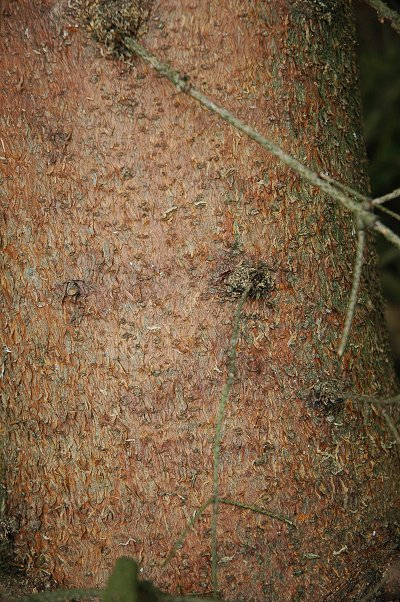
La corteza de los árboles jóvenes es rojiza.

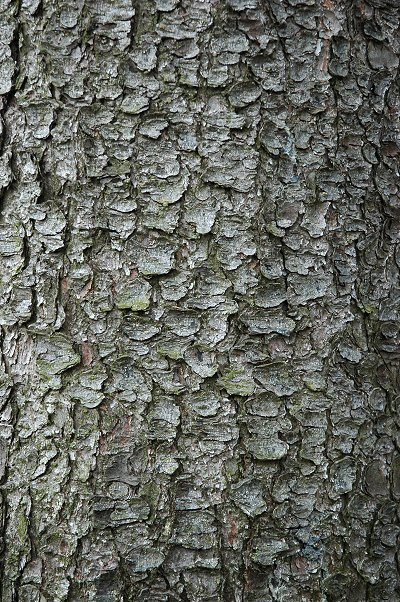
La corteza de los árboles adultos es gris y se escama ligeramente con la edad.

## Usos

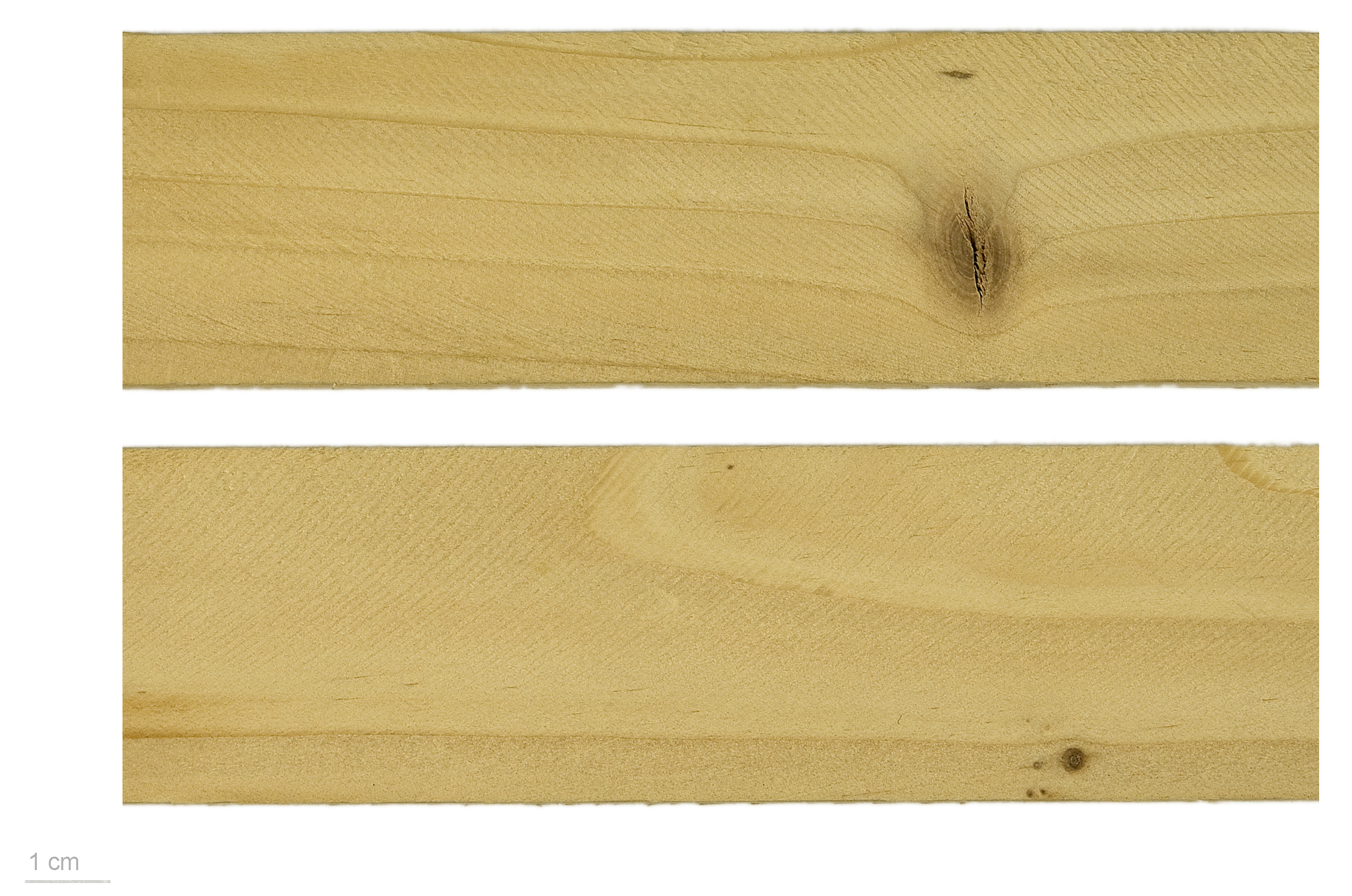
Picea abies.

En muchos países del norte de Europa se le considera el abeto típico de Navidad. Es muy apreciado en jardinería, ocupando un lugar destacado en parques y jardines europeos y también es utilizado para reforestación debido a su madera, de color claro, muy trabajable y de fino acabado; ideal para ebanistería o para confeccionar instrumentos musicales, los famosos violines Stradivarius fueron fabricados de este tipo de árbol. Fazioli, destacada fábrica de pianos gracias a su grandioso sonido, utiliza esta misma madera para sus pianos.

### Usos de la madera de abeto europeo (Picea abies) en instrumentos musicales
El abeto europeo (Picea abies) es una madera especialmente apreciada dentro del mundo de la luthería Instrumento musical por sus propiedades acústicas excepcionales. Su uso se remonta a siglos atrás, y a día de hoy sigue siendo una de las maderas más buscadas para la construcción de diversos instrumentos musicales.

### Propiedades sonoras
El abeto europeo es especialmente valorado por sus propiedades sonoras para la construcción de guitarras acústicas, clásicas y flamencas y de cuerdas de acero. Y también se puede encontrar en instrumentos como violín, viola, chelo y contrabajo.
Resonancia: Tiene una gran capacidad de resonancia, y esto se debe a su estructura celular uniforme y a la ligereza de la madera, que permiten que las vibraciones sonoras se propaguen con facilidad.
Brillo y claridad: Aporta un sonido brillante y claro a los instrumentos, ideal para destacar melodías y armonías.
Sustain: Se caracteriza por su buen sustain, por la capacidad de mantener la nota durante un tiempo prolongado después de que se ha pulsado la cuerda o golpeado el instrumento.

### Partes del instrumento
Gracias a estas propiedades, el abeto europeo se utiliza principalmente para la elaboración de tapas en guitarras . La tapa armónica o de resonancia suele ser de abeto europeo, y es una pieza fundamental para la proyección del sonido que determina en gran medida el timbre del instrumento.

### Variedades
Dentro de la familia de la Picea, encontramos diferentes especies con similares propiedades. Entre las más utilizadas en luthería se encuentran:
Abeto de los Alpes 
Abeto de Sitka 
Abeto de Engelmann 

## El árbol más antiguo del mundo

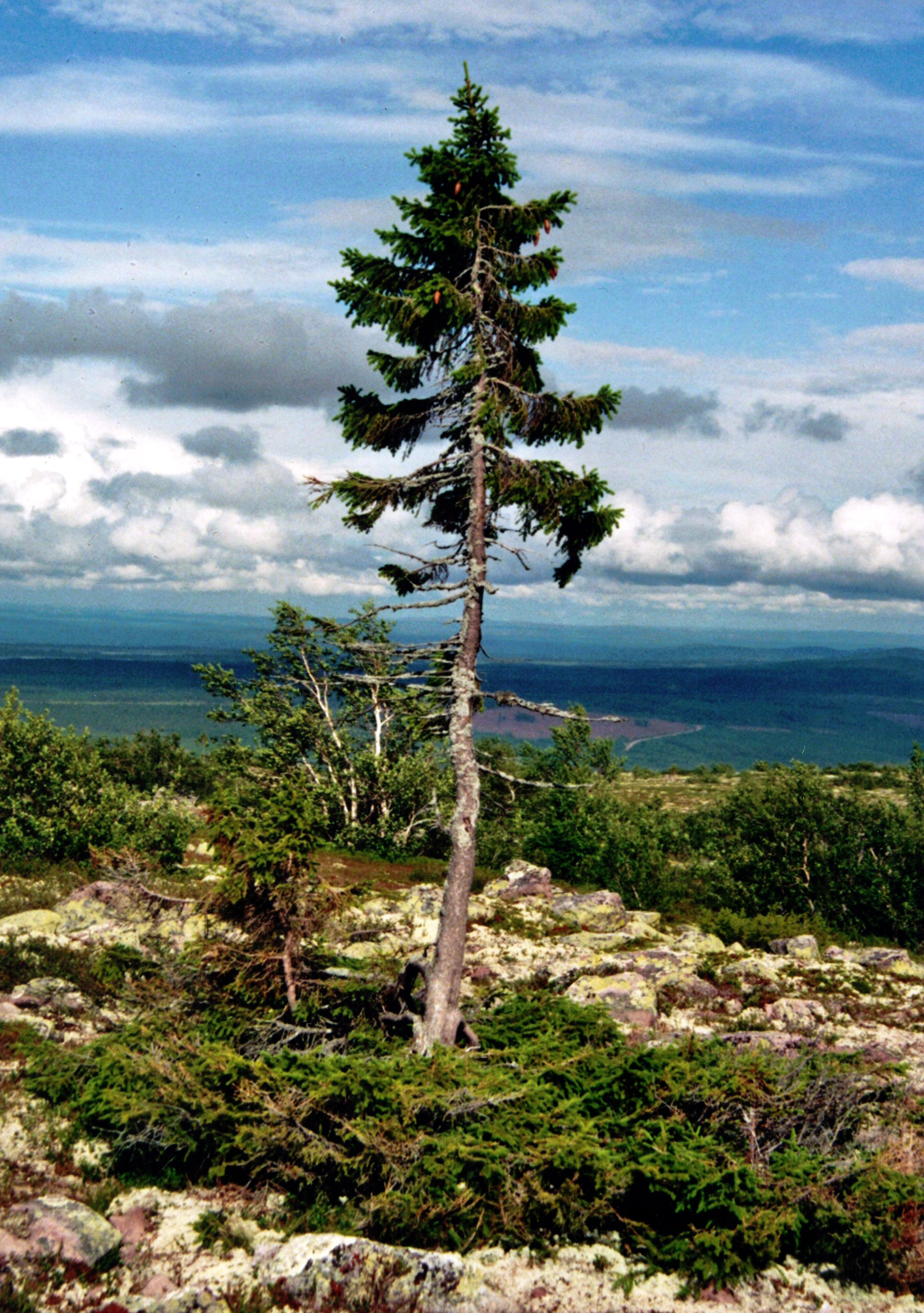
El Old Tjikko.

En abril de 2008 científicos de la Universidad de Umeå (Suecia) descubrieron un ejemplar de Picea con un sistema de raíces de 9550 años de antigüedad. Se llama Old Tjikko. La longevidad de la pícea se debe por un lado a su doble capacidad para clonarse a partir de las reservas de la raíz, y por otro a adaptarse a los cambios climáticos, evolucionando de árbol a arbusto. Se considera el árbol vivo de más edad en el mundo. Actualmente se halla en la provincia de Dalarna, Suecia.

## Taxonomía
Picea abies fue descrita primero por Carlos Linneo como Pinus abies y publicado en Species Plantarum, vol. 2, p. 1002, 1753, y posteriormente atribuido al género Picea por Gustav Karl Wilhelm Hermann Karsten y publicado en Encyclopédie Méthodique. Botanique ... Supplément 5(1): 35. 1817.
Etimología
- Picea: prestado del Latín pix, ǐcis, "brea", del Griego πισσα, nombre clásico dado a un pino que producía esta sustancia[5][6]

- abies: epíteto latino que significa "abeto".[7]

### Variedades
Existen algunas formas de esta pícea:
- P. abies 'Aurea' - follaje amarillento.
- P. abies 'Pendula' - ramas colgantes.
- P. abies 'Argentea' - follaje blanco- plateado.
- P. abies 'Nana' - follaje anaranjado y de entre 30 - 60 cm de alto solamente.
- Picea abies var. europaea (Tepl.) Jurkev. & Parv.

Sinonimia
- Abies abies (L.) Druce
- Abies alpestris Brügger
- Abies carpatica (Loudon) Ravenscr.
- Abies cinerea Borkh.
- Abies clambrasiliana Lavallée
- Abies clanbrassiliana Loudon
- Abies coerulescens K.Koch
- Abies communis P.Lawson
- Abies commutata var. mucronata Loudon
- Abies conica Lavallée
- Abies cranstonii Lavallée
- Abies elegans Sm. ex J.Knight
- Abies eremita K.Koch
- Abies erythrocarpa (Purk.) Nyman
- Abies excelsa (Lam.) Poir.
- Abies extrema Th.Fr.
- Abies finedonensis Gordon
- Abies gigantea Sm. ex Carrière
- Abies gregoryana H.Low. ex Gordon
- Abies inverta R.Sm. ex Gordon
- Abies lemoniana Booth ex Gordon
- Abies medioxima C.Lawson
- Abies minima Lavallée
- Abies minuta Poir.
- Abies montana Nyman
- Abies mucronata Rausch ex Carrière
- Abies parvula Knight
- Abies pectinata Gilib.
- Abies picea Mill.
- Abies pumila Voss
- Abies subarctica (Schur) Nyman
- Abies viminalis Wahlenb.
- Abies vulgaris Wender.
- Picea alpestris (Brügger) Stein
- Picea cranstonii Beissn.
- Picea elegantissima Beissn.
- Picea excelsa (Lam.) Link
- Picea finedonensis Beissn.
- Picea gregoryana Beissn.
- Picea integrisquamis (Carrière) Chiov.
- Picea maxwellii Beissn.
- Picea montana Schur
- Picea obovata var. alpestris (Brügger) A.Henry
- Picea remontii Beissn.
- Picea rubra A.Dietr.
- Picea subarctica Schur
- Picea velebitica Simonk. ex Kümmerle
- Picea viminalis (Alstr.) Beissn.
- Picea vulgaris Link
- Pinus abies L.
- Pinus carpatica Gordon
- Pinus cinerea Röhl.
- Pinus clanbrasiliana J.Forbes
- Pinus excelsa Lam.
- Pinus picea Du Roi
- Pinus pyramidalis Salisb.
- Pinus sativa Lam.
- Pinus viminalis Alstr.